# Anarsia
Anarsia é um gênero de traça pertencente à família Agonoxenidae.